# 말루카 말라
말루카 말라(Maluca Mala)는 미국의 싱어송라이터이다.